# Elk t. Wilkins
De zaak Elk t. Wilkins, 112 U.S. 94 (1884), was een zaak voor het Hooggerechtshof van de Verenigde Staten waarin het Hof oordeelde dat hoewel een Inheemse Amerikaan in de Verenigde Staten werd geboren, deze geen Amerikaans staatsburger was omdat hij bij zijn geboorte getrouwheid verschuldigd was aan zijn inheemse stam en niet aan de Verenigde Staten, waardoor hij niet onder de rechtsmacht van de Verenigde Staten viel ten tijde van zijn geboorte. Nochtans waarborgt de Burgerschapsclausule in het Veertiende amendement van de Grondwet van de Verenigde Staten dat iedereen die in de Verenigde Staten wordt geboren ook Amerikaans staatsburger wordt. 
De inhoud van dit arrest werd in 1924 tenietgedaan door de invoering van de Indian Citizenship Act, die alle Inheemse Amerikanen het Amerikaanse staatsburgerschap verleende.

## Feiten
John Elk, een indiaan van de Winnebago, werd geboren in een indianenreservaat en verbleef later bij blanke mensen buiten de indianenreservaten in Omaha in de staat Nebraska. Aldaar verzaakte hij aan zijn getrouwheid aan de indianenstam en claimde hij Amerikaans burgerschap op grond van de Burgerschapsclausule in het Veertiende amendement van de Grondwet van de Verenigde Staten, die voorschrijft dat iedereen die wordt geboren op het Amerikaanse grondgebied automatisch Amerikaans staatsburger wordt.
Er ontstond echter onenigheid over deze kwestie toen Elk zich op 5 april 1880 wilde registreren als kiezer, maar dit hem werd geweigerd door Charles Wilkins, de ambtenaar die de kiezers registreerde in de vijfde wijk van de stad Omaha. Toen rees de vraag of een inheems geboren lid van een van de indianenstammen in de Verenigde Staten een Amerikaans staatsburger was in de zin van het veertiende amendement, louter door zijn geboorte in de VS, zijn breuk met de indianenstam en zijn verhuizing tussen de blanken in Omaha.

## Oordeel van het Hof
De Handelsclausule van de Grondwet van de Verenigde Staten geeft het Congres onder meer de bevoegdheid om de handel met de indianenstammen en hun leden te regelen. Daarbij speelt het geen rol of deze zich binnen of buiten de grenzen van de VS bevinden. De indianenstammen binnen de grenzen van de VS, zo oordeelde het Hof, zijn strikt genomen geen buitenlandse staten, maar zijn vreemde naties en afzonderlijke politieke gemeenschappen, waarmee de Verenigde Staten interageert bij wijze van verdragen en wetten van het Congres. De leden van deze indianenstammen zijn getrouwheid verschuldigd aan hun stam en zijn daardoor geen Amerikaanse staatsburgers, aldus nog het Hof. Het Hof oordeelde daarom dat hoewel Elk op Amerikaans grondgebied werd geboren, hij toch geen staatsburger was omdat hij bij zijn geboorte getrouwheid verschuldigd was aan zijn indianenstam en niet aan de Verenigde Staten. Elk viel volgens het Hof immers niet onder de Amerikaanse rechtsmacht ten tijde van zijn geboorte.

## Latere ontwikkelingen
De rechtsregel die in dit arrest werd uiteengezet werd in 1924 overroepen toen het Congres de Indian Citizenship Act aannam, een wet die bepaalde dat alle Inheemse Amerikanen voortaan Amerikaans staatsburger zouden zijn. Het Hooggerechtshof heeft echter nooit formeel het precedent van Elk t. Wilkins herroepen, waardoor het nog steeds kan dienen als interpretatie om juridische geschillen omtrent staatsburgerschap te beoordelen.